# عبدالباقی جمشیدی
میرزا عبدالباقی جمشیدی (۱۲۶۹خ آلاشت سوادکوه - ۱۳۲۷خ تهران) قاضی و سیاستمدار دوره پهلوی و اواخر قاجار و نماینده مجلس شورای ملی بود.
پدرش حاج ملا محمدزمان سوادکوهی آلاشتی، از بستگان رضاشاه پهلوی بود. در مدارس دینی تحصیل کرد و وارد کار قضاوت عدلیه شد. پس از آشنایی و دوستی با علی‌اکبر داور عضو مؤثر و فعال حزب رادیکال شد که داور رهبری‌اش می‌کرد و برای روی کار آمدن سردارسپه کوشید.  در آذر ۱۳۰۴ به عضویت مجلس مؤسسان انتخاب شد که با تغییراتی در قانون اساسی، سلطنت خاندان پهلوی را رسمیت بخشید.
سال بعد، عبدالباقی جمشیدی به نمایندگی از بارفروش (بابل) که حوزه انتخابیه‌اش شامل همه غرب مازندران می‌شد (تنکابن، نور، بابل و آمل) به مجلس شورای ملی رفت (دوره ششم). این کرسی را در چهار دوره بعد نیز حفظ کرد تا در سال ۱۳۱۶ به دادگستری بازگشت و مستشار دیوان عالی کشور شد.
عبدالصاحب صفائی حائری نماینده ساری در دوره‌های شانزدهم و هجدهم مجلس شورای ملی خواهرزاده جمشیدی بود.